# 岩根宏行
岩根 宏行（いわね ひろゆき、10月20日 - ）は、フリーアナウンサー、元山陽放送アナウンサー。兵庫県神戸市出身。血液型はA型。

## 来歴
愛称は「桃太郎丸」「アンクル岩根」
関西大学商学部卒業。1971年山陽放送入社。1973年開始以来、RSKラジオの日曜深夜の看板番組であった「サンデーベスト」の初代司会を担当した。末期にはテレビ製作部に所属しながらRSKパーソナリティとして活動していた。
2008年3月31日をもって定年退職したが、引き続きRSKパーソナリティとして「クラブ50 アンクル岩根のラジオおもしろ講座」（火曜日）に出演していた。その後、2009年3月31日限りでRSKパーソナリティとしての専属契約を解消し、フリーアナウンサーとして現在はRadio momo（岡山シティエフエム）で「アンクル岩根の岡山ライブラリー」のパーソナリティを務める一方、岡山県内を中心に各種講演会やイベントにも出演している。現在、山陽学園大学客員教授。

## 現在の担当番組
- アンクル岩根の岡山ライブラリー（Radio momo）
- アンクル岩根のギャラリー情報（oniビジョン・ニュースショー内で放送、oniビジョン）[注釈 1]

## 過去の担当番組

### テレビ（いずれもRSKテレビ）
- イブニングワイド21
- イブニングDonDon

### ラジオ（いずれもRSKラジオ）
- サンデーベスト（初代パーソナリティ、パーソナリティ降板後も同番組内の映画コーナーに長年出演）[1]
- こんにちは!岩根宏行です[1]
- 岩根宏行のモーニングサラダ
- 岩根宏行の花も嵐も
- 岩根宏行の"きょうも元気にしてますか"
- クラブ50 アンクル岩根のラジオおもしろ講座